# Louis Morisset
Pour les articles homonymes, voir Morisset.
Louis Morisset (Ottawa, 21 avril 1915 - 6 décembre 1968 ) est un scénariste québécois de feuilletons télévisés. Il est connu principalement pour avoir été l'auteur du téléroman québécois Rue des Pignons.
Sa maladie fait en sorte que son épouse, Mia Riddez, écrit secrètement le scénario. Après la mort prématurée de son mari, elle prend ouvertement le relais.

## Filmographie
- Ouragan (1959-1962)
- Filles d'Ève (1960-1964)
- Rue des Pignons (1966-1977)